# دالي إي. ستوفال
دالي إي. ستوفال (بالإنجليزية: Dale E. Stovall)‏ هو ضابط أمريكي، ولد في 19 فبراير 1944 في توبينيش في الولايات المتحدة.